# Albert Conrad (Fußballspieler)
Albert Conrad (* 13. Dezember 1910 in Kaiserslautern; † 27. Dezember 1985 in Mannheim) war ein deutscher Fußballspieler. Der Verteidiger im damaligen WM-System hat von 1945 bis 1952 bei den Vereinen VfR Mannheim (5-0), SV Waldhof (39-1) und dem VfL Neckarau (36-1) insgesamt 80 Spiele (2 Tore) in der Fußball-Oberliga Süd absolviert. Vor und während des Zweiten Weltkrieges war der Defensivspieler bereits in den Gauligen Südwest und Baden aktiv gewesen. Im Jahr 1934 gewann er mit der Südwestauswahl am 29. Juli mit 5:3 das Finale gegen die Auswahl von Bayern um den Kampfspiel-Pokal.

## Laufbahn
Conrad spielte während seiner aktiven Laufbahn bis Mai 1935 für den 1. FC Kaiserslautern, von Mai 1935 bis April 1936 bei Eintracht Frankfurt, beim VfR Mannheim (1936–1946 mit einer kurzen Zwischenzeit beim VfR Höchst), ab 1946 beim Lokalrivalen SV Waldhof Mannheim und schließlich von 1947, nach einem Wechsel während der Saison, bis 1953 beim VfL Neckarau. Er stand in den Aufgeboten der U-18, der Reichself und der Deutschen Olympiaelf 1936. Bis 1952 spielte er aktiv.
Für den VfR Mannheim bestritt der hellblonde Conrad bis 1944 77 Gauligaspiele, gewann viermal die Gaumeisterschaft in Baden (1938, 1939, 1943, 1944), wurde in 19 Spielen in der Gauauswahl von Baden eingesetzt und kam in 15 Spielen um die deutsche Fußballmeisterschaft zum Einsatz. In der Endrunde 1938 wurde der Einzug in das Halbfinale nur knapp verpasst: Punktgleich mit dem FC Schalke 04 – beide Clubs wiesen 8:4 Punkte auf – mussten Conrad und seine Mannschaftskameraden wie Philipp Henninger, Otto Kamenzin, Werner Feth, Richard Spindler, Philipp Rohr, Anton Lutz, Gustav Adam und Karl Striebinger mit dem 2. Platz vorliebnehmen und schieden damit nach den Gruppenspielen aus. Das Auswärtsspiel am 18. April gegen Schalke hatte der VfR mit 2:1 gewonnen, im Heimspiel vor 34.000 Zuschauern am 30. April ein 2:2 Remis erreicht.
Der letzte Einsatz in der Oberliga Süd datiert von dem Routinier mit dem VfL Neckarau vom 26. April 1952, als der Absteiger mit dem 41-jährigen Verteidiger Conrad das Auswärtsspiel mit 0:2 beim FSV Frankfurt verlor. Danach übernahm der zweifache Familienvater die Trainingsleitung in Neckarau und war in der Folgezeit unter anderem noch beim Ludwigshafener Vorortclub ASV Hochfeld und der FG Union Heidelberg als Trainer tätig. Albert Conrad, der zu den besten Verteidigern in der Gauliga Baden zählte, war Inhaber der silbernen DFB-Nadel, der goldenen Ehrennadel des VfR Mannheim und der Ehrenplakette der Stadt Mannheim.
Conrad trat zum 1. August 1930 der NSDAP bei (Mitgliedsnummer 289.539), ab September 1933 war er Oberscharführer in der SA. Während des Zweiten Weltkriegs bis kurz nach Kriegsende war er Trainer beim VfR Mannheim.